# Lago de Natri
Lago de Natri är en sjö i Chile.   Den ligger i regionen Región de Los Lagos, i den södra delen av landet, 1 100 km söder om huvudstaden Santiago de Chile. Lago de Natri ligger 36 meter över havet. Arean är 7,2 kvadratkilometer. Den sträcker sig 2,9 kilometer i nord-sydlig riktning, och 6,5 kilometer i öst-västlig riktning.
I omgivningarna runt Lago de Natri växer i huvudsak blandskog. Runt Lago de Natri är det glesbefolkat, med 8 invånare per kvadratkilometer.